# Fossiilid.info
 (mars 2022).
Si vous disposez d'ouvrages ou d'articles de référence ou si vous connaissez des sites web de qualité traitant du thème abordé ici, merci de compléter l'article en donnant les références utiles à sa vérifiabilité et en les liant à la section « Notes et références ».
Fossiilid.info est une base de données paléontologiques.
Le site est maintenu par :
- le Département de Géologie de l'Université de technologie de Tallinn (TalTech),
- le Musée d'Histoire Naturelle de l'Université de Tartu,
- le Musée estonien d'Histoire naturelle

Les données sont classées en trois rubriques:
- Global,
- Estonie,
- Baltoscandie.